# Francisco Franco
Francisco Paulino Hermenegildo Teódulo Franco y Bahamonde Salgado Pardo (El Ferrol, 4 december 1892 – Madrid, 20 november 1975), kortweg Francisco Franco y Bahamonde, en beter bekend als generalísimo Francisco Franco was een Spaans staatsleider, regent, president en generaal. Hij regeerde van 1939 tot zijn dood in 1975 als dictator over Spanje. Na het concordaat met de Heilige Stoel in 1953 liet hij zich Caudillo de España por la Gracia de Dios (vertaald: leider van Spanje bij de Gratie Gods) noemen. In de laatste jaren van zijn bewind (1969-1975) bereidde Franco nauwgezet de politieke machtsoverdracht aan de toekomstige koning Juan Carlos I van Spanje voor, die uiteindelijk de democratische overgang en federalisering van het Spaanse politieke bestel zou inleiden.

## Familie en jeugd
Franco werd geboren in El Ferrol (van 1938 tot 1982 ook bekend als El Ferrol del Caudillo), een belangrijke havenstad van de Spaanse marine in Galicië. Zijn vader Nicolás Franco y Salgado de Araújo (1855-1942) was officier bij de marine. Ook zijn moeder, María del Pilar Bahamonde y Pardo de Andrade (1865-1934), kwam uit een familie die voor de marine werkte.
Franco groeide niet in een gelukkig gezin op. Zijn vader gaf zich over aan spel en drank en had buitenechtelijke relaties. Zijn moeder was zeer vroom en afkomstig uit kleinburgerlijke omstandigheden. In de vele huiselijke ruzies koos de jonge Francisco altijd partij voor zijn moeder. Zijn vader was bijzonder streng voor hem. Toen Franco's vader uiteindelijk met een veel jongere vrouw in Madrid ging wonen, heeft hij geen contact met zijn zoon meer gehad. Verondersteld wordt dat veel van Franco's karaktereigenschappen een gevolg zijn van zijn antipathie voor zijn vader: hij rookte niet, dronk niet, deed niet aan kaartspelen en bezocht geen kroegen of bordelen.
In het spoor van zijn oudere broer Nicolás wilde Francisco marine-officier worden, maar de marineschool aanvaardde geen nieuwe inschrijvingen tussen 1906 en 1913. Tot groot ongenoegen van zijn vader besloot hij om bij het leger te gaan. In 1907 werd hij ingeschreven in de infanterie-academie in Toledo. Hij was geen goede student, alleen in het vak geschiedenis was hij boven de middelmaat, maar zijn ernst en plichtsbesef zouden zijn carrière vooruithelpen.

## Vroege carrière

Wapen van familie Franco Bahamonde

Na in 1910 te zijn afgestudeerd als luitenant, verbleef hij eerst in een garnizoen in zijn geboortestad. Twee jaar later werd hij op eigen verzoek naar Marokko gestuurd. Pogingen van Spanje om dit nieuwe Afrikaanse protectoraat te bezetten, leidden tot de Rifoorlog, die van 1909 tot 1927 zou duren. De strategieën van het Spaanse leger van die tijd hadden hevige verliezen onder Spaanse soldaten en officieren tot gevolg, maar gaven ook de kans om promotie te maken door verdienste. Zo werd er gezegd dat officieren twee dingen konden krijgen: la caja o la faja (de kist of het generaalslint). De hardheid van de koloniale strijd leerde hun echter ook meedogenloos op te treden tegen de inlandse bevolking en tegen burgers. Het 'Leger van Afrika' werd zo de kweekschool van de elite van het Spaanse officierenkorps.
Franco kreeg hier al snel de reputatie van verdienstelijk officier en ging bij de pas gevormde Regulares: Marokkaanse troepen met Spaanse officieren. Op zijn 21ste werd hij voor oorlogsfeiten bevorderd tot kapitein, waarmee hij de jongste kapitein in het Spaanse leger werd.
In 1916 raakte hij levensgevaarlijk gewond in de strijd nabij El Biutz. Dat hij zijn zware verwondingen overleefde, was voor zijn Marokkaanse troepen het bewijs dat hij een man van baraka (goed geluk) was. Hij werd voorgedragen voor de Cruz Laureada de San Fernando, de hoogste Spaanse militaire decoratie en hij werd ook gepromoveerd tot bataljonscommandant (comandante, gelijk aan majoor), de jongste in het Spaanse leger op dat moment. Om zijn bevordering te verkrijgen had Franco zich rechtstreeks tot de Spaanse koning moeten wenden.
Franco werd daarop overgeplaatst naar Oviedo in Asturië, waar hij het bevel over een bataljon voerde. Daar maakte hij kennis met Carmen Polo y Martínez Valdés, de dochter van een vermogende advocaat. Ze zouden elkaar steeds trouw blijven, maar Carmens vader stond aanvankelijk afkerig tegen het huwelijk van zijn dochter met een officier van vrij eenvoudige afkomst. Nog tijdens zijn verblijf in Oviedo onderdrukte Franco op bevel van de regering een staking van Asturische mijnwerkers.

## Het Vreemdelingenlegioen

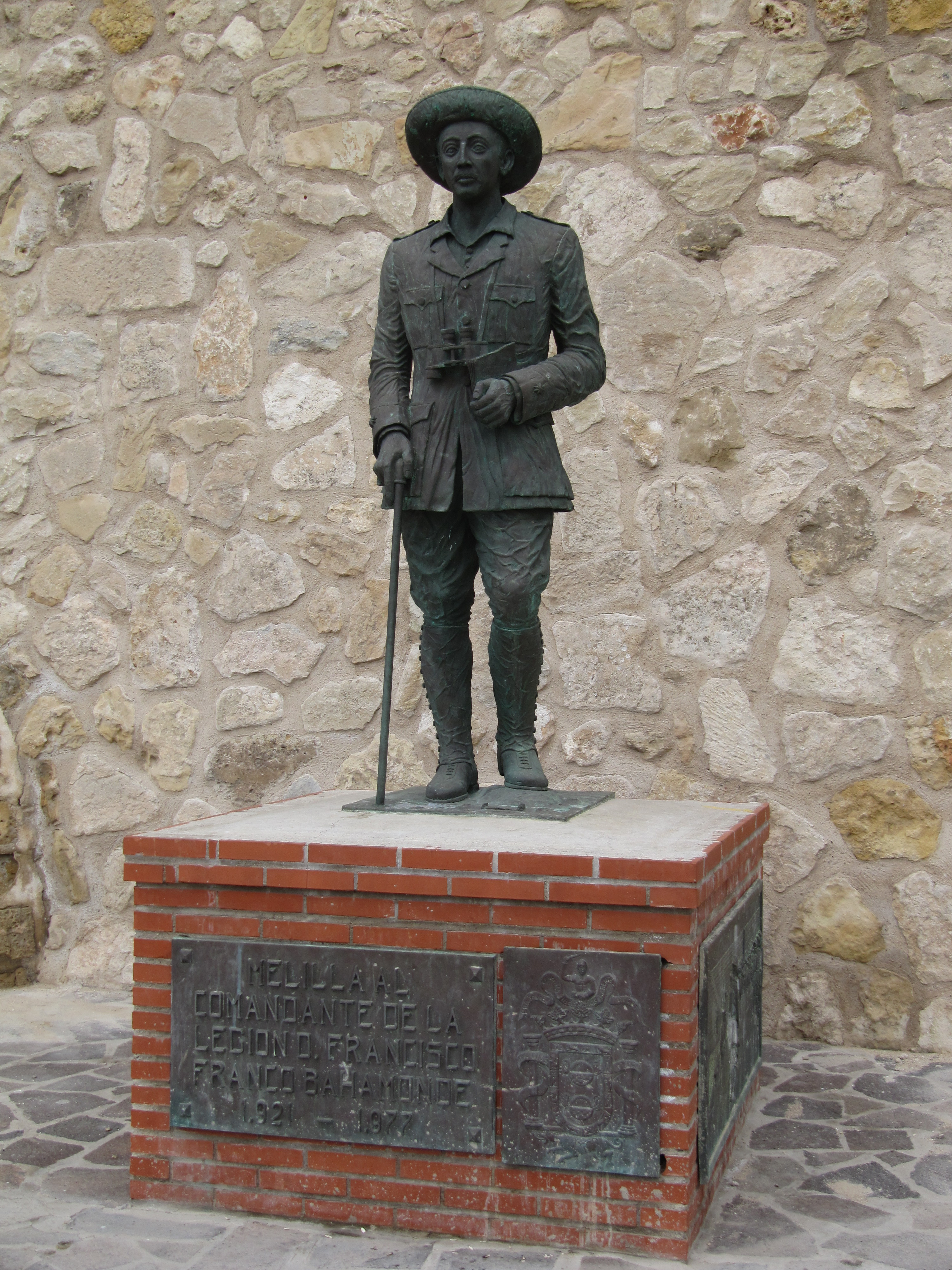
Standbeeld te Melilla van Franco als bevelhebber van het Spaans Vreemdelingenlegioen

In 1920 richtte Spanje naar Frans voorbeeld het Spaans Vreemdelingenlegioen op, onder leiding van luitenant-kolonel José Millán-Astray. Aanleiding was de opstand in de Rif. Op zijn verzoek werd Franco onderbevelhebber. Millán-Astray en Franco leidden het Legioen, dat grotendeels uit avonturiers en misdadigers bestond, op tot geduchte gevechtstroepen, die bijzonder bruut konden optreden tegenover de burgerbevolking. Terreur werd een onderdeel van de tactiek van het Legioen.
Op 24 juli 1921 leed het slecht uitgeruste Spaanse leger bij Annual een zware nederlaag tegen de Rif-stammen die geleid werden door de gebroeders Abd el-Krim. Na een geforceerde mars van drie dagen redde het bataljon legionnairs van Franco de stad Melilla. Hierdoor verkreeg Franco nationale roem. Hij werd echter niet meteen opnieuw bevorderd en toen hij gepasseerd werd als opvolger van Millán-Astray als hoofd van het Legioen, vroeg hij zelf om naar Oviedo terug te mogen keren. Daar werd hij ontvangen als een held en kreeg toegang tot de hogere kringen. Koning Alfons XIII gaf hem de eretitel van 'kamerheer van Zijne Majesteit'. Niets stond een verloving met Carmen Polo nog in de weg. Nog voordat het huwelijk kon plaatsvinden, in 1923, keerde hij naar Afrika terug, nadat de regering hem had bevorderd tot luitenant-kolonel en benoemd tot commandant van het Vreemdelingenlegioen. Op 23 oktober van dat jaar kon hij tijdens een kort verlof in Oviedo in het huwelijk treden. De koning – vertegenwoordigd door de militaire gouverneur – trad op als getuige.
De Rifoorlog werd in Spanje steeds impopulairder. Generaal Miguel Primo de Rivera, die in 1923 met de steun van de koning een militaire dictatuur had gevestigd, dacht erover zich uit Marokko terug te trekken. Tijdens een bezoek van Primo de Rivera aan het 'Leger van Afrika' protesteerde Franco tegen dit voornemen. Hij stelde zelf een plan voor om de rebellen van Abd el-Krim definitief te verslaan, waarbij hij de steun van de koning kreeg. De bevolking werd vanuit de lucht gebombardeerd met mosterdgas en andere chemische wapens.
In 1925 kwam er een massale Frans-Spaanse campagne tegen de Rif-Republiek, met inzet van bijna 500.000 manschappen. Franco leidde de eerste golf van 13.000 landingstroepen nabij Alhucemas. Deze landing, in het kerngebied van de stam van Abd el-Krim, betekende, mede dankzij de Franse invasie vanuit het zuiden, het einde van de jonge Rifstaat.
Franco werd in 1928 als jongste generaal van Spanje hoofd van de pas opgerichte Verenigde Militaire Academie van Zaragoza, een nieuwe academie voor alle cadetten.

## De Tweede Spaanse Republiek
Met de val van de Spaanse monarchie in 1931 bemoeide Franco zich niet. Hij had zich ook in het verleden altijd apolitiek opgesteld. Maar het sluiten van zijn militaire academie, in juni 1931, door minister van Oorlog Manuel Azaña bracht zijn eerste conflict met de Republiek. De linkse Azaña vond de afscheidsspeech van Franco voor de cadetten beledigend en Franco was zes maanden zonder positie en werd door de staat onder bewaking geplaatst. Franco bleef echter loyaal aan de regering, aangezien de leiding van de nieuwe republiek in de praktijk nog in handen van geestverwanten van Miguel Primo de Rivera bleef.
Op 5 februari 1932 kreeg hij een commandopositie in La Coruña. Franco slaagde erin om niet betrokken te raken bij de poging tot staatsgreep van José Sanjurjo en schreef zelfs een boze brief naar Sanjurjo waarin hij zijn woede over de staatsgreep ventileert. Als resultaat van de hervormingen van Azaña kreeg Franco het militair bevel over de Balearen, een positie die eigenlijk boven zijn rang stond.

### De opstand in Asturië
Nieuwe verkiezingen in oktober 1933 brachten een centrum-rechtse meerderheid van monarchisten, conservatieven, christendemocraten en liberalen aan de macht. Op 5 oktober 1934 brak, als weerstand tegen het nieuwe kabinet, een gewelddadige linkse opstand uit, gesteund door communisten en anarchisten. De opstandelingen richten zich tegen de overheid, Kerk, grondbezitters, grote boeren en industriëlen. In de meeste gebieden werd deze revolutie neergeslagen, maar in Asturië hield ze stand, geleid door de anarchistische vakbond van de mijnwerkers. Diego Hidalgo, de nieuwe Minister van Oorlog, gaf Franco het commando om deze opstand neer te slaan. Franco gebruikte zijn Marokkaanse troepen van het Spaans Vreemdelingenlegioen als speerpunt. Na twee weken van zware gevechten werd de opstand neergeslagen. Naar schatting vielen er tussen de 1.200 en de 2.000 doden – aan beide zijden – bij het neerslaan van de revolutie. Enige tijd hierna werd Franco hoofd van het Spaanse Vreemdelingenlegioen in Afrika.

### De verkiezingen van 1936
Toen in februari 1936 het Volksfront de omstreden verkiezingen won, deed Franco een loyaal beroep op de nieuwe premier Manuel Azaña om de staat van beleg uit te roepen, wat deze weigerde. In plaats daarvan stuurde hij Franco als gouverneur naar de Canarische Eilanden, een veredeld soort ballingschap.

## De Spaanse Burgeroorlog

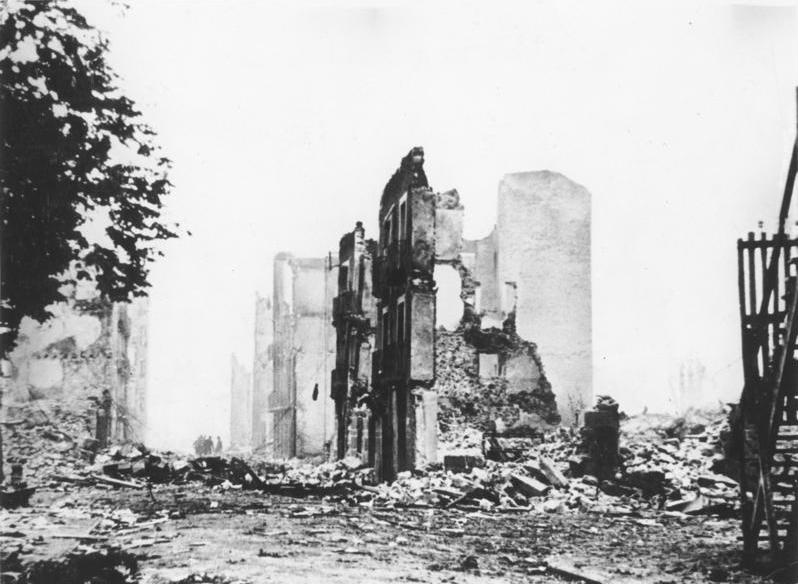
Guernica na het Duits bombardement

Het ontbrak Franco aan de middelen om de burgeroorlog te bekostigen omdat de Spaanse schatkist zich in Madrid bevond, maar er was een georganiseerde economische lobby vanuit Londen die tegemoetkwam aan Franco's financiële noden. Deze lobby had haar hoofdkwartier in Lissabon. Uiteindelijk zou Franco omvangrijke economische en diplomatieke hulp krijgen uit het buitenland.

### De eerste maanden

Persoonlijk vaandel als staatshoofd

Wapen als staatshoofd

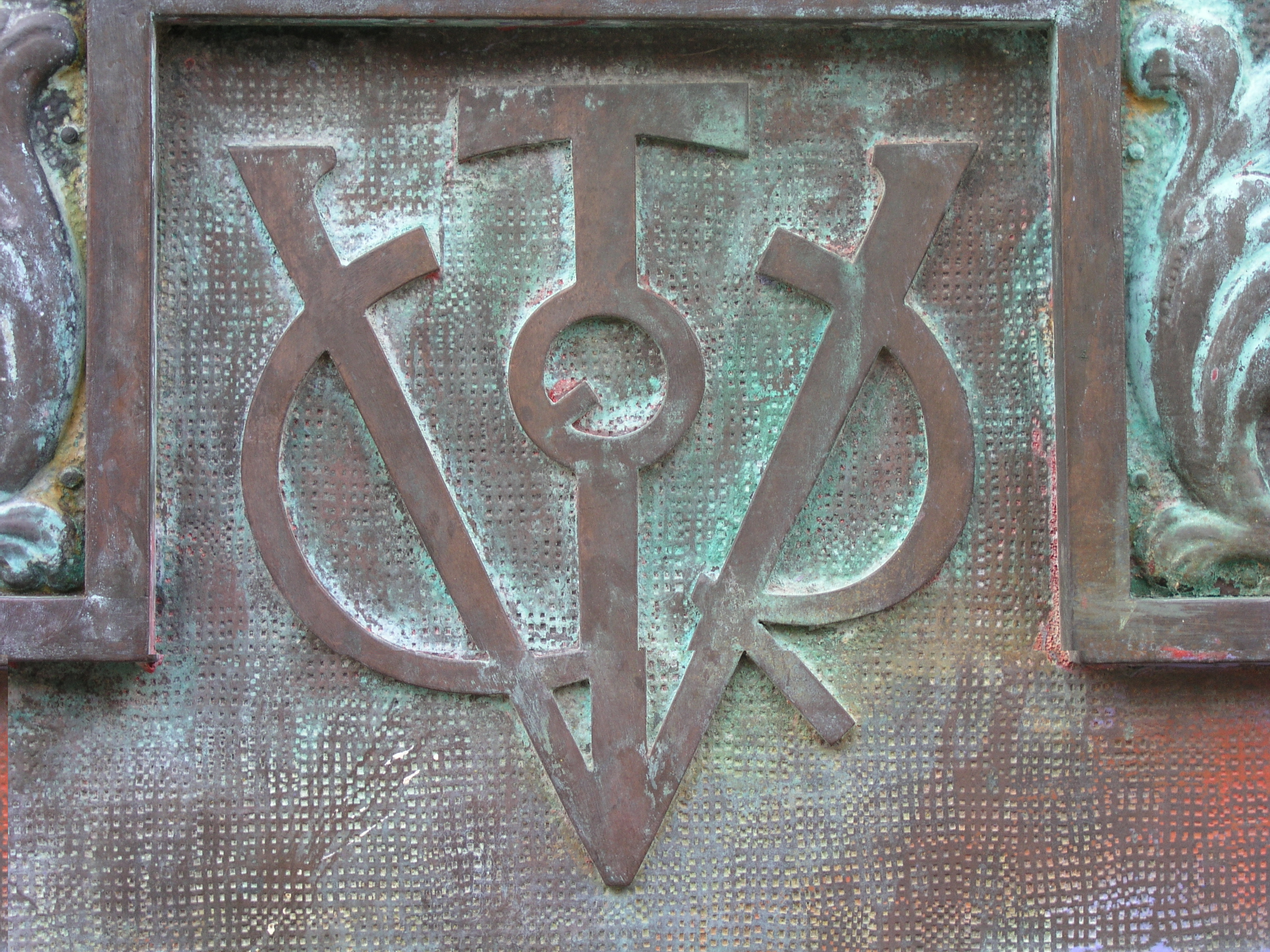
Een ander embleem gebruikt door Franco

Op 18 juli 1936 begon na een destabiliserende periode van wederzijdse politieke liquidaties, vervolging van conservatieven en openlijke straatconflicten de Spaanse Burgeroorlog. De eerste dagen van de opstand draaiden om het verwerven van de macht in Spaans-Marokko. Franco zocht enerzijds de steun van de autochtone Marokkaanse bevolking en anderzijds de zeggenschap over de Spaanse troepen die er gelegerd waren. Dit leidde tot de executie van 200 officieren die loyaal bleven aan de Republiek, onder wie een neef van Franco. Hij kampte ook met een transportprobleem. De meeste vlooteenheden waren loyaal aan de Republiek en blokkeerden de Straat van Gibraltar. Het was daarom niet mogelijk zijn troepen van Spaans-Marokko naar het Spaanse vasteland over te brengen. Franco wendde zich tot Mussolini die een onvoorwaardelijk aanbod deed van wapens en vliegtuigen. Tegelijkertijd slaagde Abwehr-chef Wilhelm Canaris erin om in nazi-Duitsland Hitler ertoe over te halen de Spaanse nationalisten te steunen.

Vanaf 20 juli stelde Franco met behulp van 22 Duitse Junkers Ju-52-vliegtuigen, een luchtbrug in naar de door nationalisten beheerste stad Sevilla. Met behulp van zijn vertegenwoordigers begon hij te onderhandelen met het Verenigd Koninkrijk, Duitsland en Italië om meer hulp, en vooral meer vliegtuigen te krijgen. Onderhandelingen met de laatste twee waren succesvol op 25 juli en op 2 augustus kwamen nieuwe vliegtuigen aan in Tétouan. Op 5 augustus slaagde Franco erin de blokkade te doorbreken met zijn nieuwe luchtmacht, waardoor hij 2.000 soldaten per schip kon laten overkomen.
Begin augustus was de situatie in West-Andalusië stabiel genoeg om een colonne soldaten (op het hoogtepunt zo'n 15.000), onder het commando van luitenant-kolonel Juan Yagüe, door de Extremadura te laten marcheren met als doel Madrid. Op 11 augustus viel Mérida voor de nationalisten en op 15 augustus Badajoz, waardoor ze nu beschikten over een aangesloten grondgebied. Mussolini vormde ondertussen een Italiaanse vrijwilligersleger (CTV) dat bestond uit zo'n 12.000 volledige gemotoriseerde soldaten en stuurde hen naar Sevilla. Hitler gaf op zijn beurt een professioneel Luftwaffe-eskader van zo'n 24 vliegtuigen. Deze kregen de tekens van nationalistisch-Spanje, maar werden gevlogen door Italiaanse en Duitse troepen. De ruggengraat van Franco's luchtmacht bestond in die tijd uit de Italiaanse Savoia-Marchetti SM.79, Savoia-Marchetti SM.81 en Fiat CR.32; daarnaast Duitse Junkers Ju-52 bommenwerpers en Heinkel He 51 gevechtsvliegtuigen.
Op 21 september beval Franco de eerder vermelde colonne van soldaten een omweg te maken naar Toledo. Op dat moment was de colonne nog maar een 80 km van Madrid. In Toledo werd het lokale garnizoen in het Alcázar belegerd, maar hield stand. Op 27 september werd het Alcázar ontzet door de colonne, wat een grote morele en propagandistische steun betekende voor de nationalisten. Het uitstellen van de aanval op Madrid gaf het Volksfront echter ook tijd om de verdediging van de stad beter voor te bereiden en zo de stad in handen te houden toen de nationalisten aanvielen in november.

### De weg naar de top
De oorspronkelijke leider van de opstand, generaal José Sanjurjo, was om het leven gekomen in een vliegtuigongeluk op 20 juli. In de nationalistische zone stopte het politieke leven: alleen het militaire commando telde in het begin. Dit werd onderverdeeld in regionale commando-zones. Emilio Mola kreeg het noorden, Gonzalo Queipo de Llano in Sevilla met de macht over Andalusië, Franco met een onafhankelijk commando en Miguel Cabanellas in Zaragoza over Aragon. Op 24 juli werd er een junta geïnstalleerd in Burgos die alles moest coördineren. De junta werd officieel geleid door Cabanella, de oudste generaal. Andere leden waren Mola, nog drie generaals en twee kolonels. Franco werd begin augustus toegevoegd. Op 21 september werd besloten dat Franco het hoofd van de nationalistische troepen zou worden. Alleen Cabanella zou hiertegen protesteren en op 28 september werd Franco ook hoofd van de nationalistische regering. Hierbij werd hij zeker geholpen, omdat Hitler had besloten dat de Duitse steun aan de nationalisten enkel naar Franco's troepen zou gaan.
Mola beschouwde Franco als onbekwaam en geen deel van de originele groep die de militaire opstand had gepland. Maar Mola was op zijn beurt weer in diskrediet geraakt doordat zijn plan voor de opstand gedeeltelijk was mislukt, waardoor Spanje nu vastzat in een burgeroorlog. Mola was sterk met de carlisten verbonden, maar totaal niet met de Falange. Mola had ook geen goede banden met Hitler-Duitsland. De leider van de Falange, José Antonio Primo De Rivera, was de enige andere persoon die eventueel de opstand zou kunnen leiden. Hij zat echter gevangen in Madrid, waar hij een paar maanden later door het Volksfront zou worden doodgeschoten. De Falange zou echter niets weten van deze executie (Franco censureerde alle berichten hierover) en liet de Falange-leidersplaats dus open voor de terugkeer van José Antonio. Hierdoor stond er geen andere Falange-leider op om het gezag van Franco uit te dagen. Daarbij kwam dat Franco's vroegere politieke neutraliteit hem amper vijanden had opgeleverd en dat hij de banden met Duitsland en Italië had gesmeed.
Op 1 oktober 1936 werd Franco in Burgos publiekelijk uitgeroepen tot Generalísimo van het Nationale Leger en Jefe del Estado (staatshoofd). Mola was hier razend over en Cabanellas moest tussenbeide komen om de gemoederen te kalmeren. Toen Mola op 2 juni 1937 omkwam in een vliegtuigongeluk was de laatste oorspronkelijke organisator van de opstand gestorven.

### Militair leiderschap
Vanaf dat moment tot aan het einde van de oorlog zou Franco persoonlijk de militaire operaties leiden. Na de mislukte aanval op Madrid in november 1936 besloot Franco tot een geleidelijke aanpak in plaats van grote veldslagen. Sommige plannen van Franco zouden sterk bekritiseerd worden, zoals zijn bevel om in juni 1938 naar Valencia op te rukken in plaats van naar Catalonië.
Franco slaagde er in om militaire steun te krijgen van het nationaalsocialistisch Duitsland, fascistisch Italië en Portugal. Nazi-Duitsland stuurde hem het Condor-Legioen ter hulp en was betrokken bij het Bombardement op Guernica. Deze Duitse troepen zorgden voor het onderhoud van de machines en dienden ook als militaire adviseurs. Tijdens de hele oorlog hebben een 22.000 Duitsers en een 91.000 Italianen deel uitgemaakt van Franco's troepen. De meeste steun kwam uit Italië via de vrijwilligerslegioenen van het CVT (Corpo Truppo Volontare). Het Portugal van Salazar steunde de Spaanse nationalisten vanaf het begin en stuurde tevens 20.000 troepen, terwijl vanaf de grenzen wachtposten pogingen ondernamen Republikeinse besturen te ondermijnen. Ook al was Franco de leider van de nationalistische legers, hij had geen volledig bevel over het elitaire Duitse Condor-Legioen dat vaak negatief commentaar had op de bevelen van Franco. Het Condor-Legioen voerde maar zelden expedities op eigen initiatief uit. Duitsland en Italië hebben Franco tot op het einde gesteund en Italiaanse en Duitse troepen marcheerden in de grote parade in Madrid ter ere van de nationalistische overwinning in Spanje.

### Politiek leiderschap
Franco slaagde erin om de, ideologisch ver uiteenliggende, nationaal-syndicalistische Falange, de koningsgezinde alfonsisten en de traditionalistische monarchistische carlisten te fuseren onder zijn persoon. Deze beweging kreeg de naam 'Movimiento Nacional' (Nationale Beweging) en bestond o.a. uit een nieuwe partij met de Falange Española Tradicionalista y de las JONS. De ideologie was gestoeld op fascistische en nationaal-katholieke principes. Franco's zwager, Ramón Serrano Súñer, slaagde erin om de clans in de verscheidene partijen tegen elkaar uit te spelen zodat ze geen bedreiging zouden vormen tegenover Franco. Op een bepaald moment sloot hij zelfs oorspronkelijke leidende figuren van de Falange (Manuel Hedilla) en van de Carlisten (Manuel Fal Conde) uit hun respectievelijke partijen uit.
Vanaf het begin van 1937 moest elke doodstraf door Franco persoonlijk bevestigd worden. Vanaf het begin van de opstand waren de Junta-generaals zeer enthousiast in het uitvoeren van publieke executies ter afschrikking van eventuele opstandelingen - met name vanuit het Frankrijk van de socialist Léon Blum kwamen steeds gewapende communistische groepen en buitenlandse Republikeinse vrijwilligers Spanje binnen. Recent onderzoek, gecombineerd met opgravingen van massagraven, schat het aantal officieel of uit wraak geëxecuteerden in de warrige periode na de oorlog tussen de 15.000 en de 270.000.

### Het einde van de burgeroorlog
De burgeroorlog die op 17 juli 1936 was uitgebroken bereikte op 4 maart 1939 een finaal hoogtepunt, toen verschillende stromingen binnen het Republikeinse kamp slaags raken. Kolonel Segismundo Casado en Julian Besteiro kwamen in opstand om een coup binnen de Republikeinse gelederen tegen te houden. Zij namen Madrid in en probeerden een tussentijdse overeenkomst met Franco te bereiken. Franco weigerde echter alle voorstellen die geen onvoorwaardelijke overgave inhielden. Segismundo Casado en Julian Besteiro hadden geen andere keuze en op 27 maart 1939 namen Franco's troepen Madrid in. Op 1 april 1939 werd de oorlog beëindigd.
Hoewel de staatsgreep van Franco slaagde met een overwinning in de burgeroorlog, bleven Franco en zijn regime in het decennium erna een repressief beleid voeren, met een vervolging van iedereen die ook maar iets te maken zou kunnen hebben gehad met liberale, communistische of socialistische partijen en/of ideologieën. Duizenden werden ter dood veroordeeld en geëxecuteerd.
Eind 1944 viel een groep veteranen van de Republiek, die voordien in het Franse verzet hadden gestreden, binnen in de Val d'Aran, maar zij werden verslagen door het Spaanse leger. Tot aan zijn dood in 1975 bleef het antifranquistische verzet actief.

## De Tweede Wereldoorlog
Spanje had zich wegens de ontvangen hulp in de burgeroorlog welwillend tegenover Duitsland en Italië opgesteld. De regeringen van deze landen waren ideologisch verwant aan Franco's bewind en hoopten bovendien op een of andere tegenprestatie voor de verleende hulp. Toen Frankrijk in 1940 door nazi-Duitsland werd bezet, hoopte Franco door mee te doen aan een oorlog die toch al gewonnen leek een flinke beloning in de wacht te slepen. Gezien de nationale frustratie over verlies van koloniën veertig jaar eerder verwachtte Franco op zijn minst geheel Frans-Marokko, Gibraltar en Tanger te krijgen. Verder wenste Franco meer economische steun en militaire hulp om het Spaanse leger na de burgeroorlog van wapens te voorzien.
Tijdens de Tweede Wereldoorlog had de anti-nazistische Duitse admiraal Wilhelm Canaris meerdere ontmoetingen met Franco waarbij hij Franco informeerde over de plannen van nazi-Duitsland met Spanje. Canaris was als leider van de Abwehr goed geïnformeerd, maar hij zwoer in het geheim tegen Hitler en het nationaalsocialisme samen. Canaris zorgde ervoor dat Franco zijn beste en meest ervaren troepen nabij de grens met Frankrijk positioneerde en het terrein daar volbouwde met anti-tankhindernissen - ondanks ogenschijnlijke kameraadschap met Duitsland. Duitse muziekkorpsen hielden parades in Madrid, maar aan de grens met Vichy-Frankrijk openden de Spanjaarden voor joden en zelfs voor vijandige Franse verzetslieden en liberalen de toegang en richtten landinwaarts ook interneringscentra voor vluchtelingen in. Via Spanje ontsnapten honderdduizenden joden naar het eveneens neutrale Portugal en reisden vandaar vaak door naar het Verenigd Koninkrijk, de Verenigde Staten en Latijns-Amerika.
In oktober 1940 ontmoette Hitler Franco in het spoorwegstation van de Zuid-Franse grensplaats Hendaye, geheel onverwacht voor de internationale pers. Daar bleek Hitler niet bereid Spanje meer toezeggingen te doen dan Gibraltar. Frans-Marokko wilde Hitler niet toezeggen aan Spanje uit angst dat deze in pro-Duitse handen zijnde Franse koloniën dan naar de westelijke geallieerden en de groep Charles de Gaulle zouden overlopen, en omdat hij de medewerking van Vichy-Frankrijk nodig had. Hierdoor kwam niet meer dan een halfslachtige overeenkomst tot stand waarin Spanje slechts toezegde tot de As toe te treden op een moment dat het Franco uitkwam. Zowel Franco als Hitler verlieten de ontmoeting ontevreden - Franco had echter zijn doel bereikt, namelijk mogelijkheid tot neutraliteit scheppen. Hitler verklaarde later dat hij liever zonder verdoving een paar kiezen wilde laten trekken dan nog een keer zo'n ontmoeting met generaal Franco te hebben.
Franco stond in 1941 wel de vorming toe van de Blauwe divisie, een vooral uit falangistische vrijwilligers bestaande Spaanse divisie van de Wehrmacht. De Blauwe divisie moest als herstel en dank gelden voor het Condor-Legioen in de burgeroorlog en vocht aan het Oostfront. De divisie werd echter al in 1943 teruggehaald, toen het duidelijk werd dat de geallieerden aan de winnende hand waren en de spanningen tussen Franco en de radicale nazi-leiding opliepen. Vanaf 1943 stelde hij zich formeel neutraal op in het conflict, in plaats van de eerder verkondigde "non-belligerentie". Franco begon zijn anti-communistische houding te onderstrepen, hij ontkende dat zijn regime fascistisch was en de fascistengroet werd afgeschaft. In 1946 werden lokale verkiezingen georganiseerd om het democratisch gehalte van zijn regime verhogen, maar dit alles maakte weinig indruk. In juni 1945 werd de Verenigde Naties opgericht, maar Spanje was van deelname uitgesloten.

## Na de Tweede Wereldoorlog

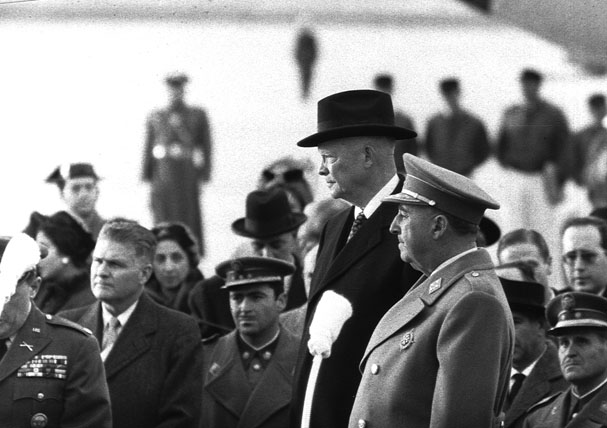
Franco met de Amerikaanse president Eisenhower te Madrid in 1959

Na de Tweede Wereldoorlog begon Franco de bakens te verzetten. Om te beginnen werd in 1947 in naam de monarchie in Spanje hersteld. Spanje was dus officieel weer een koninkrijk, maar een koning was er niet. Verder rangeerde de Caudillo zijn zwager, de radicale falangist Serrano Suñer, op een zijspoor. Zo maakte hij zich, in de verhoudingen van de Koude Oorlog, aanvaardbaar als partner voor de Verenigde Staten. In november 1950 werd het de lidstaten van de Verenigde Naties weer toegestaan diplomatieke betrekkingen aan te knopen met Spanje. In ruil voor een financiële bijdrage kreeg de VS enkele militaire bases in Spanje. Maar de Europese bondgenoten verhinderden dat Spanje, zoals dat wel met mede-oprichter Portugal onder Salazar gebeurd was, lid kon worden van de NAVO. Franco-Spanje bleef geïsoleerd, met name door de sociaaldemocraten en liberalen in West-Europa; Ierland en Italië hadden wel nauwe contacten met Spanje. Ook de EEG stond erop dat Spanje slechts dan lid van Europa kon worden als het volledig democratisch werd en de overige voorwaarden van de EU vervulde. In 1953 sloot Franco met het Vaticaan een voor de Rooms-Katholieke Kerk zeer voordelig nieuw concordaat dat het nationaalkatholicisme als staatsgodsdienst van Spanje invoerde, de echtscheiding en het burgerlijk huwelijk definitief afschafte en hem voor lange tijd de steun van het Spaanse episcopaat bezorgde. In 1955 werd Spanje toegelaten tot de Verenigde Naties. Ook onder Franco's naoorlogse bewind werd iedere vorm van oppositie hardhandig de kop ingedrukt.
Franco had een gesloten economisch beleid gevoerd. Medio jaren vijftig waren de tekortkomingen hiervan duidelijk merkbaar. Met Amerikaanse financiële steun ging het economisch wel beter na 1953, maar er waren voedsel- en energietekorten, de inflatie was hoog en de levensstandaard daalde. Er kwamen stakingen om de looneisen kracht bij te zetten en Franco moest zijn economisch beleid aanpassen. In februari 1957 herschikte hij het kabinet, de nieuwe ministers zagen de noodzaak om het beleid van autarkie om te buigen naar een kapitalistisch model. Overheidsuitgaven werden beperkt, subsidies afgeschaft, de peseta gedevalueerd en buitenlandse investeerders kregen meer ruimte. Tussen 1960 en 1973 steeg het bruto binnenlands product gemiddeld met 7% per jaar. De toegenomen welvaart in de jaren zestig leidde tot een nieuwe middenklasse die naast economische ook meer politieke vrijheid ging eisen; vele leden van de nieuwe rijken oriënteerden zich bovendien richting de VS, Frankrijk, België en Engeland. De kritiek op Franco nam sterk toe.
Economisch was het beleid aangepast, maar Franco bleef de macht in handen houden. Prodemocratische demonstraties werden uiteengejaagd en in 1966 kwam een nieuwe en strengere censuurwet van kracht. In januari 1969 maakte Franco zijn opvolger bekend, prins Juan Carlos. Franco leed aan de ziekte van Parkinson en in 1973 trok hij zich terug uit het landsbestuur. Franco had zijn opvolging goed voorbereid en de dagelijkse leiding van de regering overgedragen aan een premier, Carrero Blanco. Deze kwam echter zes maanden later bij een spectaculaire aanslag door de Baskische terreurbeweging ETA om het leven. De druk op het regime nam toe na de Anjerrevolutie in Portugal in april 1974 en de executie van vijf Spanjaarden in september 1975. Toen Franco in 1975 op 82-jarige leeftijd overleed, kwam een einde aan de laatste niet-communistische alleenheerschappij in Europa.
Een half miljoen Spanjaarden stonden in de rij om Franco de laatste eer te bewijzen. Twee dagen na zijn dood werd Juan Carlos beëdigd als koning van Spanje. Hoewel hij een vertrouweling was van Franco, stuurde de koning toch al gauw onverwacht aan op herstel van de democratie en invoering van een federalisering van Spanje. De koning benoemde Carlos Arias Navarro tot premier en regeringsleider tot zijn aftreden op 1 juli 1976. Zijn opvolger Adolfo Suárez speelde een beslissende rol bij de overgang van de dictatuur van Franco naar de huidige Spaanse parlementaire democratie.
Tot aan zijn dood hielden Fabiola de Mora y Aragón en Boudewijn I van België zeer vriendschappelijke betrekkingen met Franco en droegen ertoe bij de relaties tussen de Spaanse staatsleider en de democratieën in West-Europa te verbeteren. Met hem deelden ze een streng ultramontaans katholicisme.
Net als de monarchie voor de Spaanse Burgeroorlog, bracht Franco zijn zomers door in San Sebastian, waarbij hij zijn intrek nam in het Paleis van Aiete, waar hij ook zijn ministerraad bijeen riep.

## Erfenis

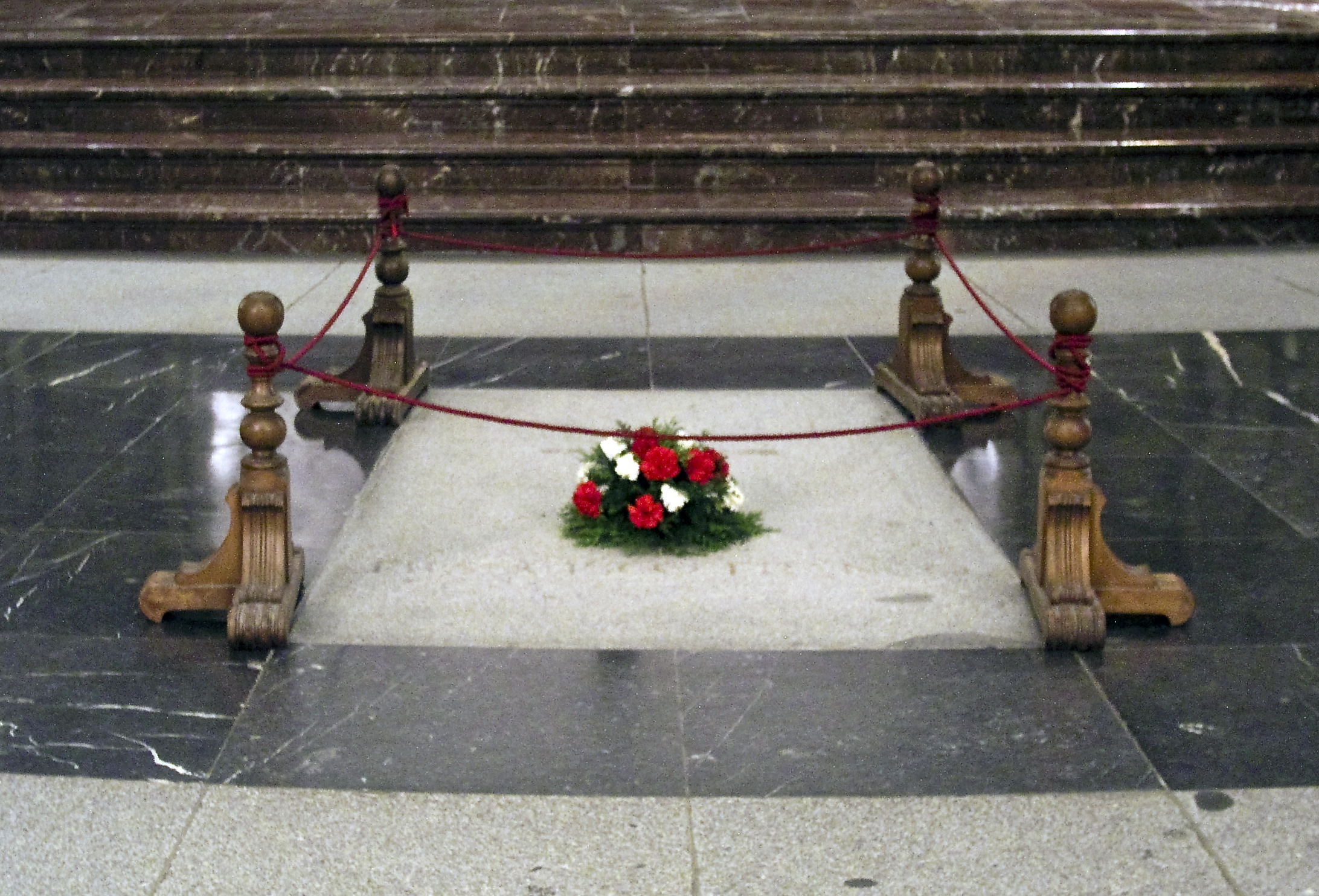
Het voormalige graf van Franco in de Valle de los Caídos

De aanhang van Franco is na zijn dood snel afgenomen, hoewel die nooit helemaal verdwenen is. Zijn volks-fascistische volgelingen werden gemarginaliseerd; zijn uiterst rechtse gunstelingen werden weggepromoveerd.
Tijdens de democratische transitie in 1977 werd de Amnestiewet getekend door alle politieke partijen waarbij men overeenkwam dat het beste voor een nieuwe democratie zou zijn om een streep te trekken en opnieuw te beginnen. De meeste straten en pleinen die naar Franco en andere kopstukken uit de dictatuur genoemd waren, kregen nieuwe namen. De Avenida Francisco Franco in Madrid, waar de Nederlandse ambassade gevestigd was, herkreeg zo weer de oude naam van voor de Burgeroorlog: Paseo de La Castellana. Op 17 maart 2005 werd het laatste standbeeld van Franco in Madrid op last van de socialistische regering verwijderd.
Ondanks alles is er van een grondige rehabilitatie van de slachtoffers en een grondig onderzoek naar de misstanden tijdens de dictatuur lange tijd geen sprake geweest. Ook bestaat er anno 2019 nog steeds de Nationale Francisco Franco Stichting, opgericht in 1976 na de dood van de dictator, met als missie zijn nagedachtenis te eren en zijn werk te verspreiden.
Op 31 oktober 2007 nam het Spaanse parlement de Wet op de historische herinnering aan. Daardoor kunnen de slachtoffers van de dictatuur of hun nakomelingen eerherstel en een financiële tegemoetkoming krijgen. Ook worden fondsen vrijgemaakt om de massagraven te onderzoeken, de slachtoffers te identificeren en te rehabiliteren. De wet dient er zorg voor te dragen dat de nabestaanden, mede door een uitgebreid DNA-programma, op de hoogte worden gebracht van informatie omtrent de locatie van de doden, zodat na al die jaren in een waardig eerbetoon kan worden voorzien.
De wet wilde een einde maken aan de straatnamen die franquistische helden eren. De alomtegenwoordige herdenkingsborden met de Falange-pijlenbundel ter ere van José Antonio Primo de Rivera moeten uit de kerken verwijderd worden, als die hun staatssubsidies willen behouden. Het graf van generaal Franco in de Vallei van de Gevallenen boven Madrid mag niet meer worden gebruikt voor het jaarlijkse eerbetoon rond de sterfdag van de dictator. De Partido Popular (christendemocratische en conservatieve partij), vreest een te eenzijdige socialistische herschrijving van de geschiedenis van Spanje en wijst er op dat ook de communisten en anarchisten tijdens de Spaanse Burgeroorlog in het land massamoorden hebben gepleegd, hetgeen volgens haar de "betreurenswaardige" repressie van Franco's regering tegen deze "terroristen" zou verklaren.
In die context is er voor de ondergrondse basiliek in de Vallei van de Gevallenen, veertig kilometer ten noorden van Madrid, die Franco in de jaren vijftig met de inzet van dwangarbeid liet bouwen nog geen oplossing gevonden. Dit monument was in eerste instantie bedoeld om de winnende zijde van de burgeroorlog te eren, maar later besloot Franco er een monument van verzoening van te maken. Dat deed hij door naast de nationalistische slachtoffers ook een aantal republikeinse gesneuvelden in de basiliek te begraven. De lichamen van deze republikeinse doden waren echter zonder toestemming van familieleden uit massagraven in heel Spanje gehaald, en zijn op zo'n manier in het ossuarium gelegd dat het vandaag de dag onmogelijk is om de resten te identificeren. Voor veel families met socialistische, anarchistische en communistische sympathieën is het moeilijk te accepteren dat hun geliefden begraven zijn naast hun tegenstanders.
Dit gigantische en controversiële monument blijft alleen al door zijn afmetingen een probleem. In 2018 beloofde de toen net aangestelde minister-president Pedro Sánchez de stoffelijke resten van Franco uit het praalgraf in de basiliek in de Valle de los caídos te halen. Dit ontaardde onmiddellijk in een juridische strijd tussen de regering en de nabestaanden van de voormalige dictator, die pas ten einde kwam in september 2019, met een uitspraak van het hooggerechtshof die voor de regering de weg vrij maakte het lichaam te herbegraven naast het lichaam van zijn vrouw op de begraafplaats van Mingorrubio. Deze omstreden herbegraving heeft plaatsgevonden op 24 oktober 2019.
- Bibsys: 90058263
- Biblioteca Nacional de Chile: 000041823
- Biblioteca Nacional de España: XX1635699
- Bibliothèque nationale de France: cb12142874p (data)
- Catàleg d'autoritats de noms i títols de Catalunya: 981058512799806706
- Gemeinsame Normdatei: 11853470X
- International Standard Name Identifier: 0000 0001 2130 3535
- Library of Congress Control Number: n79043066
- Nationale Bibliotheek van Letland: 000228812
- National Archives and Records Administration: 10580382
- Bibliotheek van het Japanse parlement: 00819662
- Nationale Bibliotheek van Tsjechië: jn20000700552
- Nationale bibliotheek van Australië: 35099242
- Nationale Bibliotheek van Israël: 987007261101005171
- Nationale Bibliotheek van Polen: a0000001187838
- Nederlandse Thesaurus van Auteursnamen: 069283435
- Réseau des bibliothèques de Suisse occidentale: 02-A011012350
- RKD-Nederlands Instituut voor Kunstgeschiedenis: 343534
- Istituto Centrale per il Catalogo Unico: CUBV068531
- LIBRIS: 206340
- SNAC: w6s76btj
- Système universitaire de documentation: 088342840
- Museum of New Zealand Te Papa Tongarewa: 67625
- Trove: 826199
- Virtual International Authority File: 44334635
- WorldCat: E39PBJtRHDbqcQwdhF6hQxPG73